# ویک‌آی‌دی
ویک‌آی‌دی (به انگلیسی: WikID) ویکی مرجع مهندسی طراحی صنعتی معنایی بود که در ابتدا در سال ۲۰۰۸ میلادی توسط دانشکدۀ مهندسی طراحی صنعتی در دانشگاه فن‌آوری دلفت آغاز شد. به عنوان یک ابزار طراحی، اطلاعات را به شیوه ای فشرده و متناسب با گروه کاربران (طراحان صنعتی) ارائه می‌کرد. اطلاعات از سه دیدگاه سازماندهی شد: روش‌های طراحی، جنبه‌های طراحی و حوزه‌های محصول.

## روش‌های طراحی
در اینجا تئوری‌های طراحی، روش‌های طراحی و تکنیک‌های طراحی گنجانده شده‌ است. این تکنیک‌ها برای مثال تکنیک‌های خلاقیت یا تکنیک‌هایی برای ایجاد هدف طراحی یا تکنیک‌هایی برای ارزیابی ویژگی‌های محصول در طراحی محصول هستند.

## جنبه‌های طراحی
ارگونومی، تکنیک‌های تولید، زیبایی‌شناسی، ایمنی محصول، پایداری، تکنیک‌های انرژی، هزینه‌ها، مواد، تدارکات، بازاریابی، تعامل، کیفیت (جنبه‌هایی که معمولاً در فهرست‌های الزامات طراحی محصول یافت می‌شوند) در اینجا گنجانده شده‌ است.

## حوزه‌های محصول
در اینجا محیط‌های اداری، محیط‌های آشپزخانه، حوزۀ پزشکی و غیره (حوزه‌هایی که محصول مورد طراحی در آن‌ها استفاده می‌شود) گنجانده شده‌ است.